# Neotridactylus spinosus
Neotridactylus spinosus är en insektsart som beskrevs av Günther, K.K. 1974. Neotridactylus spinosus ingår i släktet Neotridactylus och familjen Tridactylidae. Inga underarter finns listade i Catalogue of Life.